# The Moment (Kenny G)
The Moment è il settimo album in studio del sassofonista statunitense Kenny G, pubblicato nel 1996.

## Tracce
1. The Moment – 6:02
2. Passages – 5:57
3. Havana – 7:22
4. Always – 5:35
5. That Somebody Was You (con Toni Braxton) – 5:02
6. The Champion's Theme – 4:21
7. Eastside Jam – 5:09
8. Moonlight – 5:59
9. Gettin' On The Step – 4:17
10. Every Time I Close My Eyes (con Babyface) – 4:58
11. Northern Lights – 5:01
12. Innocence - 3:58
13. Havana (Remix) (con Savion Glover) - 3:59 (bonus track)

## Classifiche
| Classifica (1997) | Posizione raggiunta |
| ----------------- | ------------------- |
| Stati Uniti       | 2                   |